# Европейский маршрут E47
Европейский маршрут Е47 — европейский автомобильный маршрут категории А, соединяющий города Хельсингборг (Швеция) и Любек (Германия). Длина маршрута — 342 км.

## Города, через которые проходит маршрут
Маршрут Е47 проходит через 3 европейские страны, и включает две паромные переправы.
- Швеция: Хельсингборг — паром —
- Дания: Хельсингёр — Копенгаген — Кёге — Вордингборг — Фарё — Рёдбю — паром —
- Германия: Путтгарден — Ольденбург — Любек

Е47 пересекается с маршрутами
- E55
- E20
- E04
- E22

## Фотографии

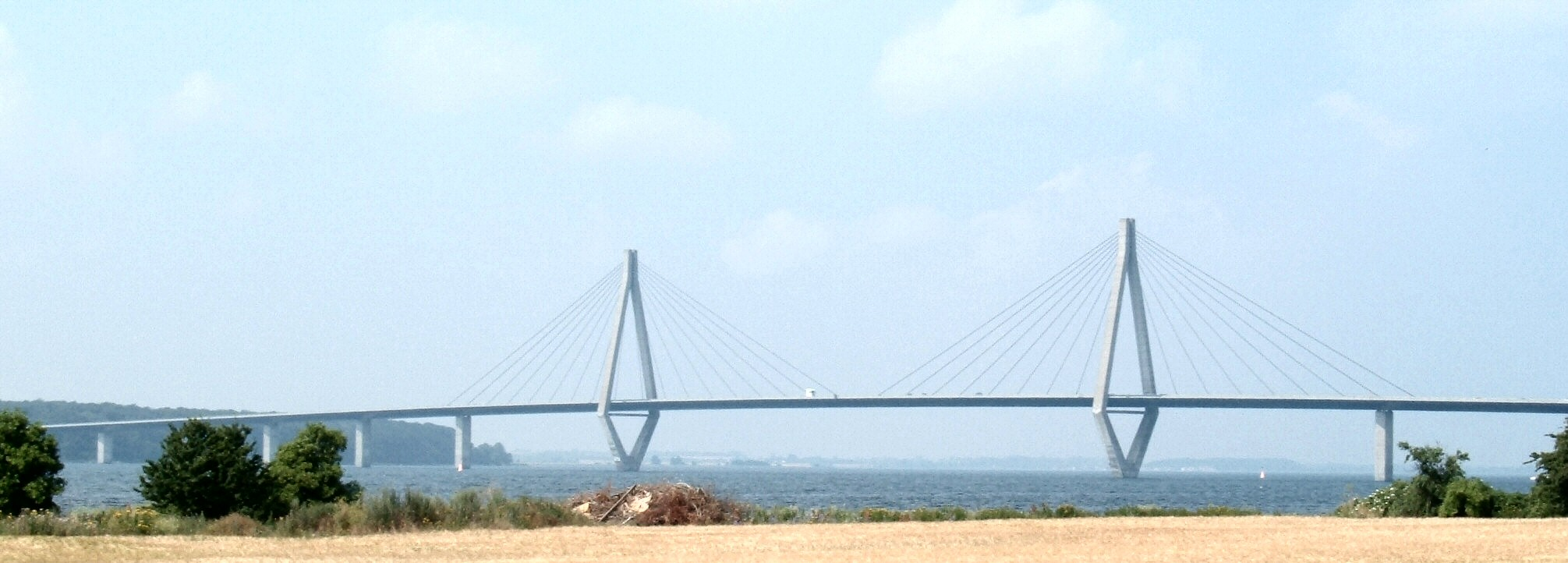
Южный мост Фарё
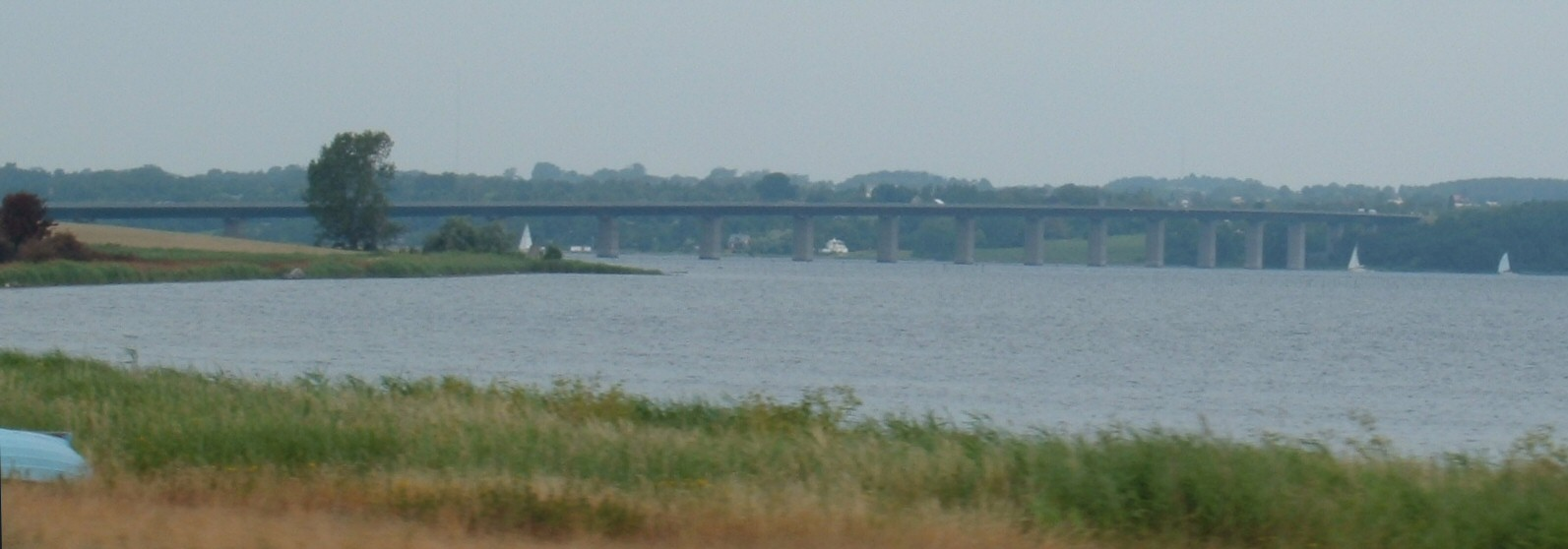
Северный мост Фарё
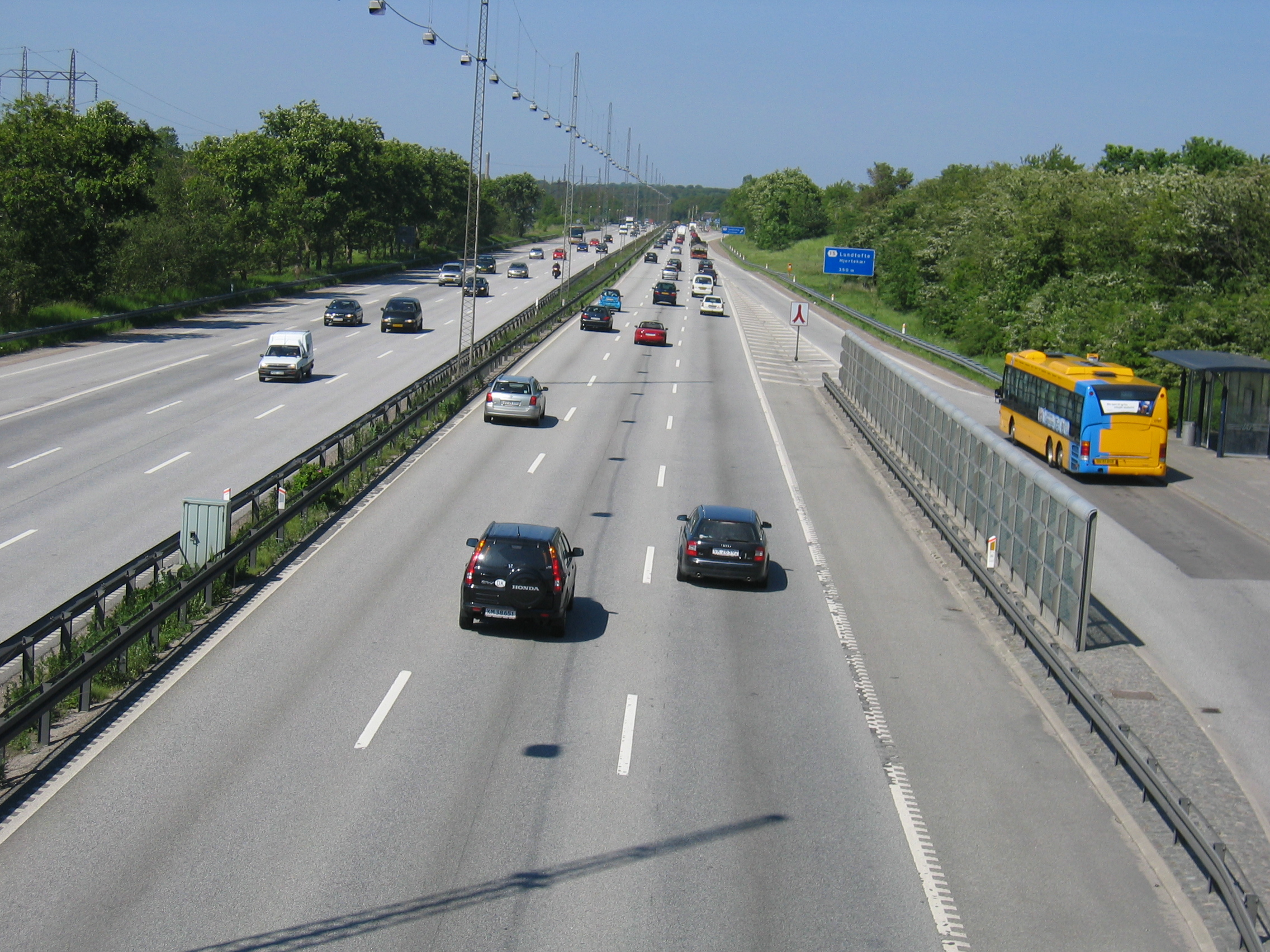
Е47 к северу от Копенгагена
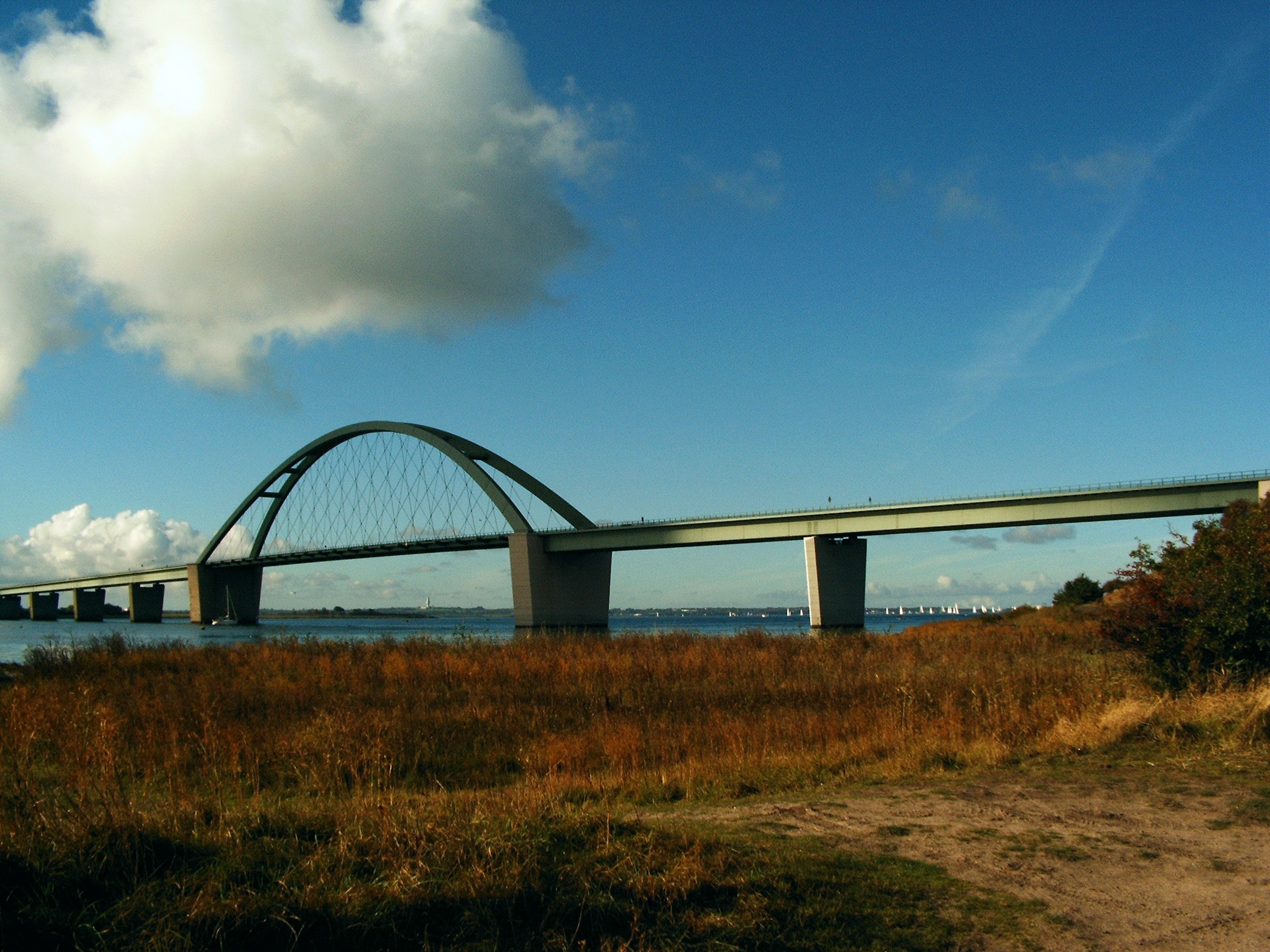
Мост Фемарн в Германии